# Tongji-Universität
Die Tongji-Universität (chinesisch 同濟大學 / 同济大学, Pinyin Tóngjì Dàxué) ist eine Universität in der Volksrepublik China. Die Tongji gehört zu den ältesten, renommiertesten und selektivsten Universitäten Chinas. Sie gehört zu den Class A Double First Class Universitäten des Chinesischen Bildungsministeriums. Als Schwerpunktuniversität untersteht sie dem chinesischen Bildungsministerium direkt und gehört zu den 33 Universitäten, die nach dem Staatsbildungsprogramm „Projekt 985“ zu weltbekannten Universitäten aufgebaut werden sollen. Die Universität ist insbesondere für Ingenieurwissenschaften, Wirtschaftswissenschaften und Architektur bekannt. Die School of Economics and Management (Tongji SEM) ist dreifach akkreditiert (AMBA, AACSB und EQUIS) und besitzt somit die sogenannte „Triple Crown“. Die Tongji-Universität wurde 1907 von der deutschen Regierung zusammen mit deutschen Ärzten in Shanghai gegründet. Im April 2007 wurde der Rektor der Tongji-Universität Wan Gang zum Minister für Wissenschaft und Technologie der Volksrepublik China ernannt.

## Gründungsgeschichte
Die Vorläuferin der Tongji-Universität war die „Deutsche Medizinschule für Chinesen in Shanghai“. Sie wurde 1907 von der deutschen Regierung als erstes großes Projekt auswärtiger Kulturpolitik gegründet. Dafür engagierten sich insbesondere der deutsche Generalkonsul in Shanghai, Wilhelm Knappe, und der Ministerialdirektor im preußischen Kultusministerium, Friedrich Althoff. Sie arbeiteten dabei mit den deutschen Ärzten Erich Paulun, Oscar von Schab und Paul Krieg zusammen, die in Shanghai ein auf Initiative Pauluns errichtetes Krankenhaus für Chinesen, das Tung-Chee Hospital (Tongji-Hospital), betrieben. Dieses diente ab Oktober 1909 als Lehrkrankenhaus, wurde jedoch unabhängig von der Medizinschule geführt.
1912 schloss die deutsche Regierung der Medizinschule die „Deutsche Ingenieurschule für Chinesen in Shanghai“ mit Lehrwerkstatt an. Unterstützt wurde sie dabei in noch viel größerem Maße als bei der Medizinschule von deutschen Firmen, die am chinesischen Markt interessiert waren, darunter Krupp, Thyssen, Siemens, Bayer, BASF und Deutsche Bank. Eine Sprachschule bereitete die chinesischen Schüler auf das deutschsprachige Fachstudium vor.
1917 wurde die „Deutsche Medizin- und Ingenieurschule für Chinesen in Shanghai“ von der französischen Kolonialmacht geschlossen. Sie wurde jedoch mit chinesischer Hilfe in anderen Gebäuden provisorisch weitergeführt und, nachdem die chinesische Regierung sie 1923 als Universität anerkannt hatte, 1924 als chinesische Tongji-Universität wieder eröffnet. Deren technische Ausrüstung stiftete abermals die deutsche Industrie, und deutsche Dozenten erteilten weiterhin den Fachunterricht auf Deutsch. Damit wurden damals Grundlagen für eine deutsch-chinesische Zusammenarbeit geschaffen, die auch heute an der Tongji-Universität gepflegt wird. Dazu wurde 1998 ein Chinesisch-Deutsches Hochschulkolleg gegründet, um ein Paradebeispiel des Wissensaustausches zwischen China und Deutschland zu setzen.

## Hochschule

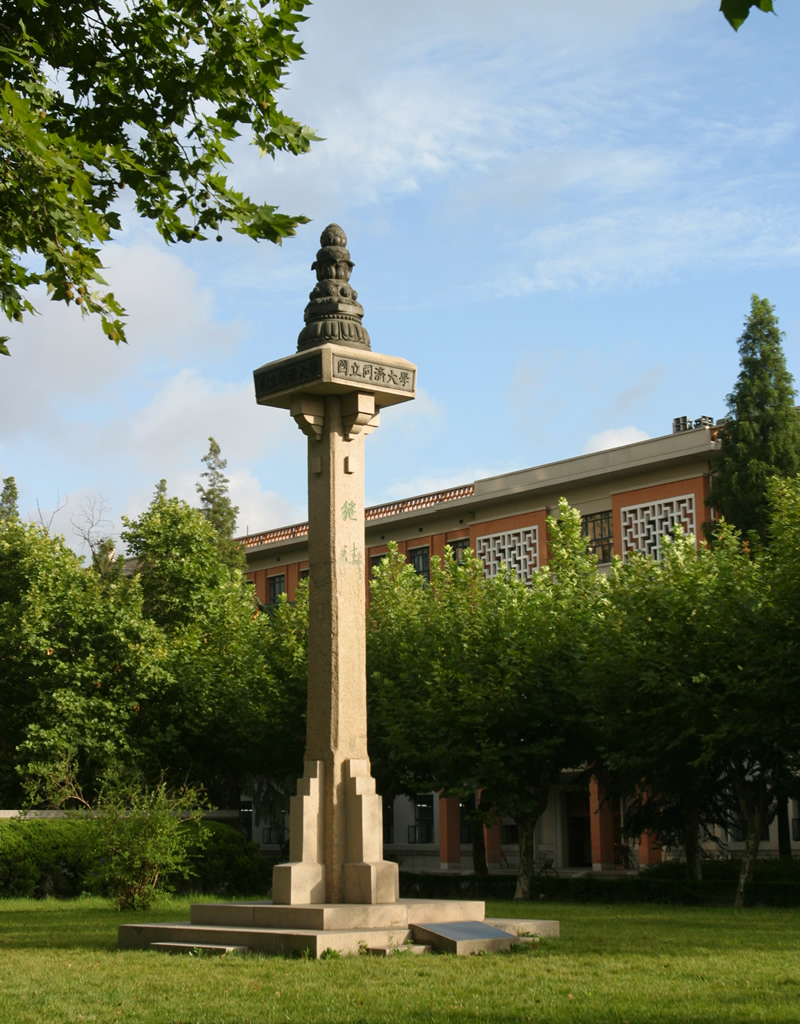
Monument vor der Einrichtung

Die Zahl aller Aus- und Fortzubildenden beträgt ca. 54.000. Daraus sollen 22.000 Bachelor, 11.000 Master und 3.000 Doktoren werden. An der Universität sind zurzeit über 4.800 Dozenten und Forschungskräfte tätig, darunter 2.400 ordentliche bzw. außerordentliche Professoren. Von ihnen gehen 300 Doktorväter und 13 Mitglieder jeweils von der Chinesischen Akademie der Wissenschaften und der Akademie der Ingenieurwissenschaften hervor.
Die Universität verfügt über 15 staatliche Forschungseinrichtungen mit Schwerpunktlaboren auf National-, Provinz- und Ministeriumsebene sowie Forschungseinrichtungen für Ingenieurwesen. Darüber hinaus sind an die Universität vier Kliniken und drei Mittelschulen angegliedert.
Der ehemalige Rektor der Tongji-Universität Wan Gang wurde am 27. April 2007 zum Wissenschaftsminister der Volksrepublik China ernannt.

## Die Campus
Die Unterrichts- und Forschungseinrichtungen verteilen sich auf zwei Campus. Zwischen ihnen besteht stündlich ein Shuttleverkehr mit Bussen zwischen den Campus. Die Fahrtzeit beträgt, je nach Verkehrslage, zwischen einer und zwei Stunden.

### Siping Campus
In der Innenstadt Shanghais im Bezirk Yangpu befindet sich der Siping Campus. Die Anbindung erfolgt über die Metrostation Tongji University der Linie 10.

### Jiading Campus
Außerhalb des Stadtzentrums Shanghais im Bezirk Jiading liegt der Jiading Campus. Auf dem großzügig angelegten Gelände konzentrieren sich hauptsächlich ingenieurswissenschaftliche Studiengänge und Forschungseinrichtungen. Unter anderem befindet sich auf dem Gelände eine 1,5 Kilometer lange Teststrecke für Magnetschwebebahnen, auf der die Typen CRRC CF200 und CRRC CF600, zuvor auch der CM1 Dolphin, allesamt Kopien der Transrapid-Technologie erprobt werden. In Kooperation mit dem Transrapid-Hersteller Thyssenkrupp, dem chinesischen Eisenbahnunternehmen CRRC und der Universität Stuttgart existiert zudem ein Forschungslabor zu Magnetschwebebahntechnologie. Die Anbindung erfolgt über die Metrostation Shanghai Automobile City der Linie 11.

## Akademische Lehrkrankenhäuser

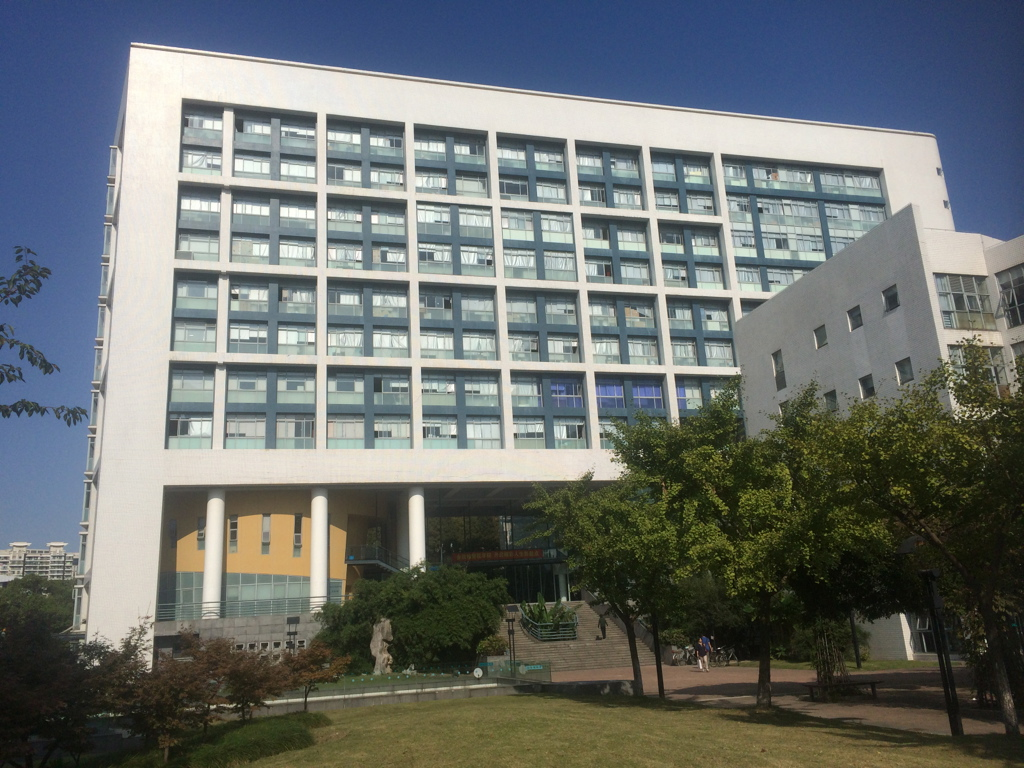
Tongji University School of Medicine main building, Shanghai

Zur medizinischen Fakultät der Universität gehören mehrere Lehrkrankenhäuser (englisch affiliated hospitals)
- Tenth People’s Hospital
- Tongji Hospital
- East Hospital
- Shanghai Pulmonary Hospital
- First Maternity and Infant Health Hospital
- Yangpu Hospital
- Yangzhi Rehabilitation Hospital
- Dermatology Hospital
- Shanghai Forth People’s Hospital
- Mental Health Center

## Sommerakademien, Austausch- und Förderprogramme
Die Universität bietet (teilweise gemeinsam mit Partneruniversitäten) verschiedene Sommerakademien an:
- Unter dem Titel Shanghai-Hessen International Summer Courses stellten vom 3. bis 28. September 2007 Professoren hessischer Hochschulen und der Tongji-Universität gemeinsam ein Kompaktprogramm zu den Themen Stadtentwicklung & Architektur und Wirtschaft vor.
- Im Sommer 1983 wurde mit finanzieller, materieller und personeller Unterstützung durch Siemens, Volkswagenstiftung, das deutsche Bundesministerium für Forschung und Technologie sowie die Technische Universität Darmstadt das mit deutscher Computertechnik ausgestattete Rechenzentrum in Betrieb genommen.
- Seit 1979 besteht eine Partnerschaft zwischen der Ruhr-Universität Bochum und der Tongji-Universität, im Rahmen derer 2002 eine Vereinbarung für ein Summer-School-Programm geschlossen wurde. Hier wird den Studierenden ermöglicht im Anschluss an das 2. Semester an einem intensiven achtwöchigen Sprachkurs teilzunehmen.[9]
- Weitere Sommerakademien werden z. B. in Zusammenarbeit mit den Technischen Universitäten Darmstadt[10] und Berlin[11] angeboten.

Die medizinische Fakultät der Tongji-Universität bietet eines der größten internationalen Austauschprogramme der VR China für Medizinstudenten an ihrem Lehrkrankenhaus Shanghai East Hospital an.

## Präsidenten
- Erich Paulun (埃里希.宝隆) (1907–1909)
- Oscar von Schab (福沙伯) (1909–1917)

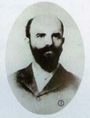
Erich Paulun

- Bernhard Berrens (贝伦子) (1912–1919&1921–1927)
- Shen Engfu (沈恩孚) (1917–1923) (geschäftsführend)
- Yuan Xitao (袁希涛) (1923–1927) (geschäftsführend)
- Ruan Shangjie (阮尚介) (1917–1927)
- Zhang Zhongsu (张仲苏) (1927–1929)
- Zhang Qun (张群) (März 1929–Juni 1929)
- Hu Shuhua (胡庶华) (1929–1932)
- Weng Zhilong (翁之龙) (1932–1939)
- Zhao Shiqing (赵士卿) (1939–1940)
- Zhou Junshi (周均时) (1940–1942)
- Ding Wenyuan (丁文渊) (1942–1944)
- Xu Songming (徐诵明) (1944–1946)
- Dong Xifan (董洗凡) (1946–1947)
- Ding Wenyuan (丁文渊) (1947–1948)
- Xia Jianbai (夏坚白) (1948–1952)
- Xue Shangshi (薛尚实) (Januar 1953–Juli 1959)
- Wang Tao (王涛) (1959–1977)
- Li Guohao (李国豪) (Oktober 1977–April 1984)
- Jiang Jingbo (江景波) (April 1984–Februar 1989)
- Gao Tingyao (高廷耀) (Februar 1989–Februar 1995)
- Wu Qidi (吴启迪) (Februar 1995–Juli 2003)
- Wan Gang (万钢) (Juli 2003–August 2007)
- Pei Gang (裴钢) (August 2007–September 2016)
- Zhihua Zhong (钟志华) (seit September 2016)

## Professoren (Auswahl)
- Walter Haasler (1885–1976), von 1928 bis 1938 Professor für Ingenieurwissenschaften
- Anton Johannes Waldeyer (1901–1970), von 1931 bis 1935 Professor für Anatomie
- Eugen Flegler (1897–1981), von 1936 bis 1938 Professor für Elektrotechnik
- Luigi Colani (1928–2019), seit April 1995 Gastprofessur am College für Architektur und Stadtplanung
- Wang Xiaohui (王小慧) (* 1957), seit November 2001 Professur für Fotografie
- Zhu Jianhua (朱建华) (* 1956), seit 1993 Professur für Germanistik
- Rossana Hu (* 1968), seit 2021 Professorin für Architektur und Fachbereichsleiterin

## Ehemalige Studenten (Auswahl)
- Qiao Shi (乔石) (1924–2015), chinesischer kommunistischer Politiker, früherer Vorsitzender des Ständigen Ausschusses des Nationalen Volkskongresses
- Qiu Fazu (裘法祖) (1914–2008), chinesischer Chirurg und Retter jüdischer Häftlinge
- Wan Gang (万钢) (* 1952), Minister für Wissenschaft und Technologie der Volksrepublik China, Automobil-Ingenieur, ehemaliger Präsident der Tongji-Universität
- Wu Qidi (吴启迪) (* 1947), chinesische Wissenschaftlerin, stellvertretende Bildungsministerin der Volksrepublik China, ehemalige Präsidentin der Tongji-Universität
- Wu Xiangming (* 1938), Verantwortlicher für die weltweit erste kommerzielle Umsetzung der Transrapid-Technologie
- Wang Xiaohui (王小慧) (* 1957), chinesische Fotografin und Buchautorin

## Ehrentitel
Die Tongji-Universität hat von 1984 bis 2010 mindestens sechs Ehrendoktoren und 87 Ehrenprofessuren verliehen, davon die Hälfte der Ehrungen an deutsche Staatsbürger.

### Ehrendoktoren
- Tung-Yen Lin (1912–2003), US-amerikanischer Architekt
- Ieoh Ming Pei (1917–2019), US-amerikanischer Architekt
- 30. Dezember 2002: Gerhard Schröder (* 1944), deutscher Politiker und Bundeskanzler a. D.
- 1. November 2004: Heinrich von Pierer (* 1941), deutscher Manager
- 8. Mai 2007: Christian Wulff (* 1959), deutscher Politiker und Bundespräsident a. D.
- 2. Juni 2010: Annette Schavan (* 1955), deutsche Politikerin und ehemalige Bundesministerin für Bildung und Forschung

### Ehrenprofessoren (Auswahl)
- Michael Abramovici, Ruhr-Universität Bochum
- Klaus Buchenrieder, Elektrotechniker und Informatiker der Universität der Bundeswehr München (1998)
- Helmut Kohl (1930–2017), Politiker und Bundeskanzler
- Wolfgang Maßberg (* 1932), Maschinenbauer und Altrektor der Ruhr-Universität Bochum
- Hermann Scheer (1944–2010), deutscher Politiker und Mitglied des Bundesvorstandes der SPD
- Horst Sund (1926–2021), Biochemiker und Altrektor der Universität Konstanz
- Klaus Töpfer (1938–2024), Politiker
- Burkhart Müller, Generalsekretär der deutschen Forschungsgemeinschaft und ehemaliger Kanzler der RWTH Aachen
- Martin Winterkorn (* 1947), ehemaliger Vorstandsvorsitzender der VW AG (01/2007 – 09/2015)
- Arnold van Zyl (* 1959), südafrikanischer Ingenieur und Hochschullehrer; Rektor der TU Chemnitz
- Peter Löscher (* 1957), Vorsitzender des Aufsichtsrats der Telefónica Deutschland Holding AG und ehemaliger Vorstandsvorsitzender der Siemens AG (2007–2013)
- Lutz Bertling, Vorstandsvorsitzender Eurocopter Group (2010)
- Eberhard Fliegner, Prof. Dr. Dr. Ing. deutscher Ingenieur für Bauwesen, Spezialist für Brücken und Tunnelbau (1937)

### Beratende Professoren (Auswahl)
- 27. Oktober 2009: Christian Ude, Oberbürgermeister von München